# Pavla Rousová-Vicenová
Pavla Rousová-Vicenová v matrice Paulina Johanna Eugenie (11. února 1884 Kostelec nad Černými lesy – 19. ledna 1939 Praha) byla česká pedagožka, malířka a grafička.

## Životopis
Rodiče byli Franz Vicena lékař a starosta v Ústí nad Orlicí a Augusta Vicenová-Hussová. Pavla měla dva sourozence bratra Rudolfa Vicenu (1877–1944) a sestru Marii Vicenovou (1878–1939).
Pavla Rousová-Vicenová vystudovala figurální kresbu na UMPRUM a "speciálku" u profesora Schikanedra. Od roku 1908 byla profesorkou kreslení na dívčím gymnáziu v Praze. První samostatnou výstavu měla roku 1918. Z katolické církve vystoupila 17. 1. 1919. Grafice se věnovala jako členka sdružení českých umělců grafiků (dále jen SČUG) Hollar. V roce 1925 se provdala za akademického sochaře Františka Rouse. Řada jejich kreseb, portrétů a dřevorytů je ve sbírkách Městského muzea v Ústí nad Orlicí. Bydlela v Praze XII, na adrese Moravská 42.

## Dílo

### Obrazy
- Holandský přístav – olej 60 × 73,5 cm
- Pes Pari – lept, 1927
- Letní krajina: starožitný obraz pod sklem – akvarel a kresba tužkou, signováno v PD 42 × 29 cm, pasparta, celé i s původním rámem 59 × 39 cm, na zadní straně popis
- Portrét malíře V. T. – grafika, papír, lept, šířka 46,8 cm, výška 38 cm

### Ilustrace
- Venoušek a jeho pohádky – Václav Bozděch. Praha: Českomoravské podniky tisk. a vyd., 1929
- Zlatý máj – Josef Václav Sládek[2]

### Monografie[5]
- Soupis prodejných grafických listů členů SČUG Hollar – Praha: 1929
- Výstava SČUG Hollar – Praha: 1930
- Dodatek s soupisu prodejných grafických listů členů SČUG Hollar – Praha: 1931
- Pavla Vicenová-Rousová. Městské muzeum – Ústí nad Orlicí: 1995

### Výstavy
- Souborná výstava – Ústí nad Orlicí:[6]
- Souborná výstava grafiky, kreseb a obrazů v Hollaru – Praha: 1940[6]
- Výstava SČUG Hollar: Japonsko[2]

## Galerie

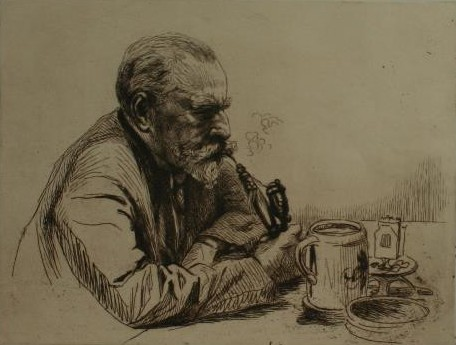
Portrét malíře V. T.
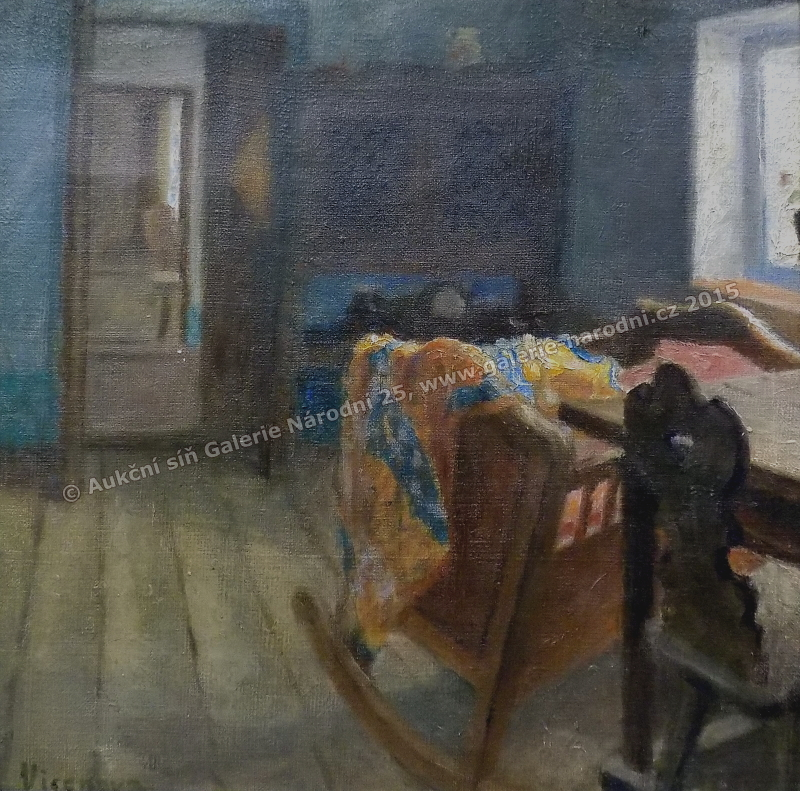
V interiéru
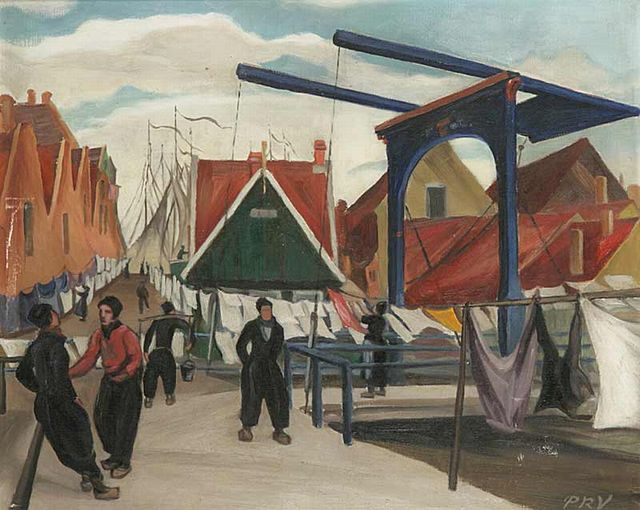
Holandský přístav
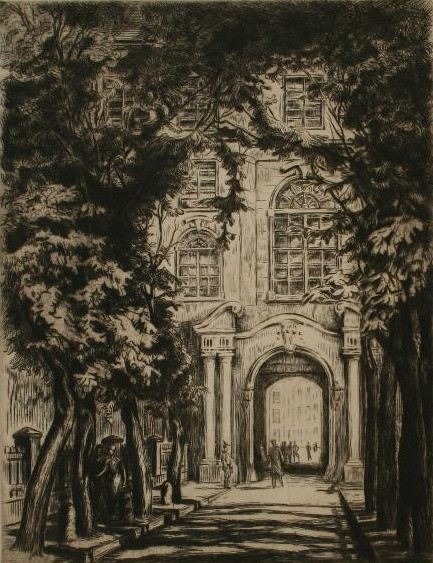
Brána na prašný most